# 4 Pułk Cudzoziemski
4 Pułk Cudzoziemski – (fr. 4ème Régiment Étranger, 4RE). Jednostka wojskowa francuskiej Legii Cudzoziemskiej. Pułk utworzony w 1920 roku w Marrakeszu. Formacja stacjonuje w Castelnaudary we Francji. Od 1976 roku odpowiedzialny za rekrutację, szkolenie podstawowe i selekcję ochotników.